# 闘犬、闘鶏、闘牛等取締条例
闘犬、闘鶏、闘牛等取締条例（とうけん、とうけい、とうぎゅうとうとりしまりじょうれい）とは、日本の地方公共団体条例の一つ。

## 概説
闘犬、闘鶏、闘牛等の取締、禁止を目的とし、闘犬等の闘いを見せる目的で公衆を集めることを禁止している。
都道府県では1948年に東京都で制定され、その後、北海道、神奈川県、福井県、石川県で制定されている。東京都、神奈川県、福井県、石川県では全面禁止とされていて、北海道では土佐犬に関してのみ許可制としている。
| 都道県   | 条例名                               | 罰則                         |
| -------- | ------------------------------------ | ---------------------------- |
| 北海道   | 闘犬、闘牛、闘鶏等取締条例           | 10万円以下の罰金、拘留、科料 |
| 東京都   | 闘犬、闘鶏、闘牛等取締条例           | 5万円以下の罰金、拘留、科料  |
| 神奈川県 | 闘犬、闘鶏、闘牛等の防止に関する条例 | 拘留、科料                   |
| 石川県   | 闘犬、闘鶏、闘牛等取締条例           | 10万円以下の罰金、拘留、科料 |
| 福井県   | 闘犬、闘鶏、闘牛等取締条例           | 10万円以下の罰金、拘留、科料 |